# علي عادل شاه الثاني
علي عادل شاه الثاني كان السلطان الثامن لبيجابور. نجح في الوصول إلى عرش بيجابور بفضل جهود رئيس الوزراء خان محمد والملكة بادي صاحبة شقيقة قطب شاه [الإنجليزية] القلقندي عند وفاة محمد عادل شاه بيجابور [الإنجليزية] في 4 نوفمبر 1656.
كان توليه العرش بمثابة كارثة للمملكة، وكان حكمه بمثابة انحدار لمملكة بيجابور.
كان شاه جهان حريصًا على ضم بيجابور إلى إمبراطوريته، فوجد ذريعة في شرعية والدَيْ علي. وبناء على توسلات أورنجزيب، وافق شاه جهان على غزو بيجابور ومنحه حرية التصرف في التعامل مع الوضع. إن هذه الموافقة على مثل هذه الحرب كانت غير متساوية. لم تكن بيجابور دولة تابعة للمغول ، بل كانت حليفة مستقلة ومتساوية مع الإمبراطور المغولي، ولم يكن للأخير الحق القانوني في تأكيد أو التشكيك في خلافة سلطنة بيجابور. لكن أورنجزيب اضطر إلى رفع الحصار والتوجه شمالًا لخوض حرب الخلافة على العرش المغولي.
مع وفاة محمد وتولي علي الحكم، بدأت الفوضى في كارنتاك. حاول النيقيون [الإنجليزية] استعادة أراضيهم السابقة. (كانت بنغالور، عاصمة كارناتاكا، المقر الإداري لبيجابور للسيطرة على هذه الإقطاعيات بواسطة كيمبيجودا). وفي الوقت نفسه، زاد شيفاجي من زخم الاستحواذ على المزيد والمزيد من أراضي بيجابور ونحت دولة ماراثا مستقلة، في حين منعت دبلوماسيته أي تحالف بين المغول وبيجابور ضده.
وفي المحكمة، كانت الأمور أسوأ. ومع قدوم حاكم شاب ضعيف، بلغت الفصائل الحزبية والصراع على السيادة ذروته. ولإغضابهم، تآمر أورنجزيب مع نبلاء بيجابور ونجح في كسب معظمهم.
طوال فترة حكمه التي استمرت 16 عامًا، ناضل علي بشدة ضد المغول والمراثيين . صد الغزوات المغولية ثلاث مرات. ولكن عندما توفي في عام 1672، حُرمت مملكة بيجابور من معظم ممتلكاتها الإقليمية المهمة. مع توسع مملكة شيفاجي، كان هناك انكماش مماثل في أراضي بيجابور.

## النشاط الأدبي
تميز عهد علي عادل شاه الثاني بالتطورات في الأدب والفنون الجميلة الفارسية والدكنية [الإنجليزية]. وكان نصرتي هو شاعر البلاط الملكي. كُتب أيضًا كتاب تاريخي عنُون بـتاريخ علي عادل شاه لنور الله بن قاضي السيد علي محمد الحسيني القادري الذي كان تحت رعايته.

## القبر
دُفن علي عادل شاه الثاني في منطقة علي كاروزا، في بارا كامان [الإنجليزية] الشهير في بيجابور.

## طالع أيضًا
- عادل شاهي - الصراعات البرتغالية [الإنجليزية]

## فهرس
- دهلوي، بشير الدين: واقعة مملكة بيجابور ، بنغالور (أكاديمية كارناتاك الأردية) 2003.
- فرشته ، محمد قاسم هندو شاه أسترابادي: تاريخ صعود القوة الإسلامية في الهند حتى عام 1612 ، ترجمة جون بريجز، كلكتا (الطبعات الهندية) 1829، تم النشر عام 1966.
- نعيم، محمد: العلاقات الخارجية لمملكة بيجابور ، حيدر آباد (برايت للنشر) 1974.
- فيرما، دينيش تشاندرا: التاريخ الاجتماعي والاقتصادي والثقافي لبيجبور ، دلهي (إدارة أدبيات دلهي) 1990.

| سبقه محمد عادل شاه البيجابوري [الإنجليزية] | أمير بيجابوري 1656–1672 | تبعه سكندر عادل شاه البيجابوري [الإنجليزية] |